# Finché c'è guerra c'è speranza
Finché c'è guerra c'è speranza (Mentre hi hagi guerra hi ha esperança) és una pel·lícula de comèdia a la italiana de 1974, dirigida i protagonitzada per Alberto Sordi. La pel·lícula compte a més amb l'actuació de Silvia Monti, Alessandro Cutolo, Matilde Costa Giuffrida, Marcello Di Falco, Edoardo Faieta i el cameo del traficant d'armes Samuel Cummings.

## Argument
Pietro Chiocca és aparentment un venedor de bombes hidràuliques, amb una família italiana de classe mitjana normal però amb despeses de rics i una esposa ludópata. Per a sostenir aquesta vida ostentosa els oculta que la seva veritable ocupació és la venda d'armes en el Tercer Món. Bregant amb dictadors, ministres corruptes i senyors de la guerra, Pietro a poc a poc aconsegueix escalar en el negoci, arribant a convertir-se en un dels majors venedors d'armes del continent. No obstant això per a la seva família no és suficient, i les seves despeses només augmenten.
Una mala passada ho involucra en la guerra colonial portuguesa, on va coincidir amb un periodista italià del Corriere della Sera. Atrapat en la selva, i bombardejat per les seves pròpies armes, Pietro aconsegueix tornar a Itàlia, per a descobrir-se com a portada de la premsa, que ho denomina "el comerciant de la mort". De tornada en la seva llar, i qüestionat per la seva família, Pietro Chiocca els fa una proposta: deixar la vida ostentosa, i tornar a la seva antiga ocupació, o continuar venent armes i mantenir la vida de rics.

## Repartiment
- Alberto Sordi: Pietro Chiocca
- Silvia Monti: Silvia, dona de Pietro
- Alessandro Cutolo: oncle de Pietro
- Matilde Costa Giuffrida : la sogra de Pietro
- Marcello Di Falco: Jepson
- Edoardo Faieta: Gutiérrez
- Mauro Firmani: Ricky
- Eliana De Santis: Jade
- Fernando Daviddi: Giovannone
- Samuel Cummings : com ell mateix

## Taquilla
A la taquilla la pel·lícula va recaptar 948.994.000 lires, classificant-se en el lloc 22 entre les pel·lícules de més èxit de la temporada de cinema italià 1974-1975.